# アジアントール
アジアントールは、吉本興業（東京本社）に所属していたお笑いコンビ。東京NSC10期生。2004年4月結成、2019年6月解散。

## メンバー
- 菅野　祐樹（かんのゆうき、1982年11月9日 - ）ツッコミ担当

福島県田村郡出身。
身長：186cm 体重：70kg
趣味：CD 集め・服集め・映画好きの映画鑑賞・ゲーム・写真(フィルム・ポラロイド)
特技：ダーツ
好きな映画：ファニーゲーム・グーニーズ・恋はデジャヴ・バグダッドカフェ・星の王子ニューヨークへ行く・おじさんに気をつけろ！・告発・エドtv・オーロラの彼方へ・野獣死すべし
好きな言葉：グーニーズはグットイナフ・おい！パイ食わねぇか？・ここをキャンプ地とする！
資格：保育士・幼稚園教諭
楽器：ドラム・ギター・ベース
煙草：マルボロ、ハイライトメンソール
生態：ここぞという時に風邪を引く・すぐお腹が痛くなる・人ごみが嫌い・切符を買うのが早い・訛るのが好き・深く考えるのが好き
- 伊集院　純正（いじゅういんすみまさ、1978年5月6日 - ）ボケ担当

広島県尾道市出身。血液型：O型
身長：181cm 体重：75kg
趣味：カラオケ・呑むこと・寝ないこと・新聞を読むこと・格闘技観戦
特技：決めた時間に起きれないこと・自分の失敗をうやむやにすること
好きな言葉：禁欲の末に辿り着ける境地など、たかが知れてる！
好きなガソリン：レギュラー
好きな家電製品：こたつ
好きなひらがな：わ
煙草：セブンスター
視力：右0.03左0.04、レーシック後両目1.5
活動時間：AM8:00～AM4:00
高校3年生の時、住所と郵便番号がわからないからと「尾道市立美木中学校に通ってた伊集院純正」とだけ書いた年賀状が友人から届いたことがある
生態：親しい先輩芸人が経営する居酒屋によく出没する・よく噛む